# Kay Woolen Mill

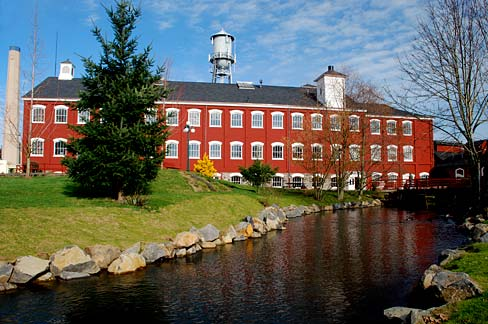
Blick vom Süden auf das Hauptgebäude der historischen Wollmühle

Die Kay Woolen Mill (auch: Thomas Kay Woolen Mill) ist ein denkmalgeschützter (National Register of Historic Places) Webereikomplex (Wollmühle) in Salem in Oregon an der 1313 Mill St SE. Die Anlage gehört heute zum Willamette Heritage Center, das im Jahr 2010 aus einer Verschmelzung der 1964 gegründeten Mission Mill Museum Association und der 1950 gegründeten Marion County Historical Society hervorging.

## Geschichte
Im Jahr 1889 gründete der Weber Thomas Lister Kay (1837–1900) die Thomas Kay Woolen Mill Company in Salem. Er war 1863 aus England eingewandert und 1888 nach Salem gezogen. Vorher hatte er in Brownsville in Oregon in einer Wollmühle gearbeitet. Das erste, ab 1889 von Kay in Salem errichtete und am 13. März 1890 eröffnete Mühlengebäude war aus Holz gebaut. 50 Arbeiter wurden beschäftigt. Am 18. November 1895 brannte es ab und wurde im Folgejahr durch einen zweigeschossigen Steinbau ersetzt, der 1937 um weitere zwei Stockwerke erhöht wurde. Bis zu der Einstellung der Mühle im Jahr 1959 leiteten die Fabrik die Nachkommen des Gründers: Thomas Benjamin Kay (Sohn), Ercel Kay (Enkelsohn) und Thomas Kay Jr. (Urenkelsohn). Nach der Geschäftsaufgabe aufgrund der mangelnden Konkurrenzfähigkeit des veralteten Maschinenparks und dem Aufkommen von Textilien aus Chemiefasern wurde die Mühlenanlage zum Mission Mill Museum. 
Die älteste Tochter Kays, Fannie, die im Familienunternehmen ausgebildet wurde, heiratete den Kaufmann C. P. Bishop. Das Ehepaar begründete im ebenfalls in Oregon gelegenen Pendleton die heute noch bestehenden Pendleton Woolen Mills.

## Heute
Die Museumsmühle ist das einzige Wollmühlenmuseum westlich des Staates Missouri und verfügt über eine von nur wenigen verbliebenen und noch funktionstüchtigen, wassergetriebenen Turbinen im Nordwesten der Vereinigten Staaten. Die Ausstellung enthält Maschinen und Geräte der industriellen Wollverarbeitung aus dem 19. und 20. Jahrhundert. Daneben wird das Leben der Eigentümer und Arbeiter der Fabrik nachgezeichnet.